# Dirhamphis
Dirhamphis är ett släkte av malvaväxter. Dirhamphis ingår i familjen malvaväxter.
Kladogram enligt Catalogue of Life:
| Dirhamphis | \| \| Dirhamphis balansae \| \| \| \| \| \| Dirhamphis mexicana \| \| \| \| |
|            | \| \| Dirhamphis balansae \| \| \| \| \| \| Dirhamphis mexicana \| \| \| \| |
|            | Dirhamphis balansae                                                         |
|            |                                                                             |
|            | Dirhamphis mexicana                                                         |
|            |                                                                             |